# Kanton Marseille-Vauban
Der Kanton Marseille-Vauban war von 2004 bis 2015 ein französischer Wahlkreis im Arrondissement Marseille, im Département Bouches-du-Rhône und in der Region Provence-Alpes-Côte d’Azur. Die landesweiten Änderungen in der Zusammensetzung der Kantone brachten im März 2015 seine Auflösung.
Er umfasste Teile des 6. und 8. Arrondissements von Marseille mit den Stadtteilen:

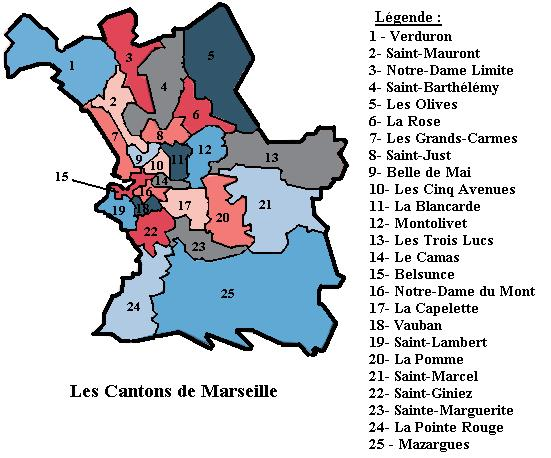
Kantone in Marseille bis zum Jahr 2015

- Castellane
- Lodi
- Périer
- Le Rouet
- Saint-Victor
- Vauban